# Хетерохромия
Хетерохромия (на гръцки: ἕτερος – различен, на гръцки: χρῶμα – цвят) е състояние, при което ирисът на едното око е с различен цвят от този на другото или част от ириса на едното око е различно оцветен от останалата му част. Дължи се на сравнителния излишък или недостиг на пигмента меланин, съдържащ се в тъканта на ириса. Хетерохромията се категоризира като заболяване и в случаите на придобита или в резултат на системно заболяване често протича с катаракта, глаукома и образуване на роговични преципитати.

## Причини
Причините за това състояние могат да са различни – вродени или придобити, свързани с очни или системни заболявания. В случаите на наследствена хетерохромия унаследяването на белега е в резултат на проявата на рецесивен ген. В някои случаи хетерохромията на ириса води до появата и на други белези като глухота, различно оцветяване на части от кожата или косата. Различното оцветяване на ирисите на двете очи или на част от него на едното око може да се дължи на дефекти във вътреутробното развитие.
Сред придобитите видове хетерохромия се причислява тази, която се проявява при синдрома на Хорнер. Характеризира с лека птоза (смъкване на клепача), миоза (тясна зеница) и енофталм (окото изглежда леко хлътнало в орбитата). Засегнатото око е с по-светъл ирис. Проявява се през различни етапи от развитието на организма – родова травма, скоро след раждането или по-късно при травми и болестни процеси, които засягат симпатиковия нерв от съответната страна на по-светлия ирис. При възпаление на окото е възможно да се придобие хетерохромия при иридоциклит на Фукс. Възпалението е безсимптомно, възможно е да се съпътства със замъглено зрение на едното око. В резултат на това ирисът на засегнатото око изглежда по-светъл поради атрофия на структурата му.
Хетерохромия, свързана с развитието на системни заболявания е тази при синдрома на Варденбург. При него освен различен цвят на очите се проявява и промяна в клепачите, носа и веждите.
След травма на окото с метално чуждо тяло и задържане на железни частици в него е възможно да се развие т.нар. „сидероза“, а в случай, че частиците са медни – „халкоза“. При това състояние ирисът на засегнатото око става по-светъл. След тъпа очна травма и задържане на кръв в предната камера на окото може да се отложат железни продукти от хемоглобина върху ириса на окото. Така засегнатото око придобива ръждив цвят.

## Видове
Хетерохромията на очите има две основни разновидности:
- Пълна хетерохромия (на гръцки: heterochromia iridis). При тази форма цветът на едното око е различен от цвета на другото.
- Частична хетерохромия или секторна хетерохромия (на гръцки: heterochromia iridum). Цветът в различни части от ириса на едно око е различен от останалата част. Частен случай на секторната хетерохромия е централната, при която областта на ириса около зеницата е с променен цвят.

## Известни личности с хетерохромия
- Кейт Босуърт (секторна хетерохромия)
- Мила Кунис
- Лаура Кармине
- Елис Ив
- Дейвид Боуи (придобита хетерохромия в резултат на травма)
- Хенри Кавил
- Джонатан Рис Майърс
- Джейн Сеймур
- Бенедикт Къмбърбач
- Джош Хендерсън
- Доминик Шерууд

## Хетерохромия в изкуството
- Известен литературен герой с хетерохромия е Воланд от романа „Майстора и Маргарита“ на Михаил Булгаков.
- Друг литературен герой с хетерохромия е Алекс Фиеро от поредицата „Магнус Чейс и боговете на Асгард“ на Рик Риърдън.

## Хетерохромия при животните
Хетерохромията при животните и в частност одомашнените видове е разпространена значително по-често от тази при хората. Обикновено се проявява с появата на синьо око. Често индивидите с разноцветни очи са атрактивни и се включват в разплод за затвърждаване на белега в поколението.
Очи с различен цвят най-често се срещат при белите котки или при котки с преобладаващ бял цвят в оцветяването на козината. Породите, сред които този белег е затвърден в значителна степен са турска ангорка, турски ван, японски бобтейл. Обикновено едно от очите е без меланин в ириса и е синьо. Другото може да е с различни цветове – оранжево, кехлибарено, зелено, жълто. Според преданията любимата котка на Мохамед – Муиза е била с различни на цвят очи.
При кучетата феноменът може да бъде наблюдаван при сибирските хъскита и австралийското овчарско куче. Сибирските хъскита нормално притежават светло или тъмносини очи, кехлибарени или кафяви. При хетерохромията едното око е синьо, а другото кафяво.
Конете с пълна хетерохромия имат едно кафяво и едно бяло, сиво или синьо око. Пълната хетерохромия се наблюдава предимно най-често при коне с петниста окраска. Феноменът може да бъде наблюдаван и при домашното говедо и биволите. Хетерохромията при биволите се проявява с белезникаво око. Такива биволи се наричат „чакърести“.
Частичната хетерохромия се среща най-често при кучета от породата австралийска овчарка, хъски и бордър коли.